# آزاده زارعی
آزاده زارعی (زادهٔ ۱۰ خرداد ۱۳۶۸ در اصفهان) بازیگر و منشی صحنه در سینما و تلویزیون ایران است. او بازیگری را از سال ۱۳۸۹ با بازی در فیلم آمین خواهیم گفت به کارگردانی سامان سالور شروع کرد و بعدها با بازی در مجموعه تلویزیونی آوای باران به شهرت رسید.

## شروع فعالیت
نخستین کار او بازی در نقش اول فیلم سینمایی آمین خواهیم گفت ساختهٔ سامان سالور در نقش اصغر فرشته (یک پسر) بود و ورود خود به عرصهٔ سینما را با یک نقش خاص و اندامی به یاد ماندنی و سخت به رخ کشید.
سپس با ایفای نقش اول سریال آوای باران به کارگردانی حسین سهیلی‌زاده به شهرت رسید و به «باران» و نیز «سیندرلای سینمای ایران» معروف شد.
او قبل از ورودش به دنیای بازیگری فیلم‌های کوتاهی  کارگردانی کرده وی همچنین دستی بر قلم دارد و شاعر نیز می‌باشد.
زارعی دستی نیز در هنر قلم‌زنی روی مس و نقره و برنج و طلا دارد که این کار را از پدرش آموخته‌ است و آثار خود را در گالری‌های مختلف ایرانی و خارجی به نمایش گذاشته‌ است.
آزاده زارعی به ورزش نیز علاقه دارد و فوتسال بازی می‌کند و عضو تیم هنرمندان است. تیم مورد علاقهٔ او سپاهان اصفهان  است.

## آثار
| سال تولید | نام                 | سریال | فیلم سینمایی | بازیگر | نقش         | منشی صحنه   | کارگردان               |
| ۱۳۸۷-۱۳۹۲ | سرزمین مادری        |       | آری          | آری    | -           | -           | کمال تبریزی            |
| ۱۳۸۸      | ناسپاس              | -     | آری          | -      | -           | آری         | حسن هدایت              |
| ۱۳۸۹      | برف روی شیروانی داغ | -     | آری          | -      | -           | آری         | محمدهادی کریمی         |
| ۱۳۸۹      | آمین خواهیم گفت     | -     | آری          | آری    | اصغر فرشته  | -           | سامان سالور            |
| ۱۳۹۰      | اکباتان             | -     | آری          | -      | -           | آری         | مهرشاد کارخانی         |
| ۱۳۹۱      | عملیات مهد کودک     | -     | آری          | -      | -           | آری         | فرزاد اژدری            |
| ۱۳۹۲      | آوای باران          | آری   | -            | آری    | باران ریاحی | -           | حسین سهیلی زاده        |
| ۱۳۹۴      | مهر طوبی            | آری   | -            | آری    | مینا        | -           | مجید موسویان           |
| ۱۳۹۶      | هایلایت             | -     | آری          | آری    | لِیلی        | -           | اصغر نعیمی             |
| ۱۳۹۸      | شاهرگ               | آری   | -            | آری    | فریبا       | -           | سید جلال دهقانی اشکذری |
| ۱۴۰۱      |                     |       |              |        |             |             |                        |
| ۱۴۰۳      | جزر و مد            | آری   |              |        | گوهر        |             | محمدحسین لطیفی         |
| وابل      |                     | آری   | آری          | نسرین  | -           | تورج اصلانی |                        |
| ۱۴۰۲      | پول و پارتی         |       | آری          | آری    | -           | -           | سعید سهیلی             |
| --------- | ------------------- | ----- | ------------ | ------ | ----------- | ----------- | ---------------------- |